# Nils Hummerhielm
Nils Hummerhielm, född 22 juni 1696, död 24 maj 1766 i Ljungby församling, Kalmar län, var en svensk friherre och militär. Han var ryttmästare vid Östgöta kavalleriregemente.

## Biografi
Nils Hummerhielm föddes 1696. Han var son till generalmajor friherre Alexander Hummerhielm vid kavalleriet och Catharina Margareta Hägerflycht. Hummerhielm blev 1 januari 1710 volontär vid Livgardet och 3 mars 1712 förare. Han blev 15 juli 1715 kornett vid Upplands tremänningskavalleriregemente, med fullmakt 11 augusti 1716 och blev 23 juni 1717 löjtnant. Hummerhielm blev i december 1718 regementskvartermästare och tog 30 september 1719 ryttmästares avsked. Han blev 1723 ryttmästares exspektans vid Östgöta kavalleriregemente, 18 december 1746 ryttmästare och utnämndes 7 november 1748 till riddare av Svärdsorden, samt blev regementskvartermästare. Hummerhielm tog 21 april 1749 avsked och han avled 1766 på Ljungbyholm i Ljungby socken.

### Egendom
Hummerhielm ägde Ljungbyholm i Ljungby socken.

### Familj
Hummerhielm gifte sig 11 februari 1735 på Mantorp i Veta socken med Maria Christina Gripenwaldt (1718–1795), dotter till överstelöjtnanten Erik Gripenwaldt och friherrinnan Ingrid Margareta Adlersten. De fick tillsammans barnen ryttmästaren Erik Magnus Hummerhielm (1736–1792), Nils Göran Hummerhielm (1738–1740), Elisabet Catharina Margareta Hummerhielm (1743–1782) som var gift med kaptenen Carl Otto Fitinghoff och översten friherre Johan Magnus Lilliesvärd och Inga Margareta Hummerhielm (1746–1748).